# Remco Vogelzang
Remco Jan (Remco) Vogelzang (Apeldoorn, 23 januari 1959 - Naarden, 4 januari 2011) was een  Nederlands hockeyer. Hij kwam vier keer uit voor het nationaal elftal.

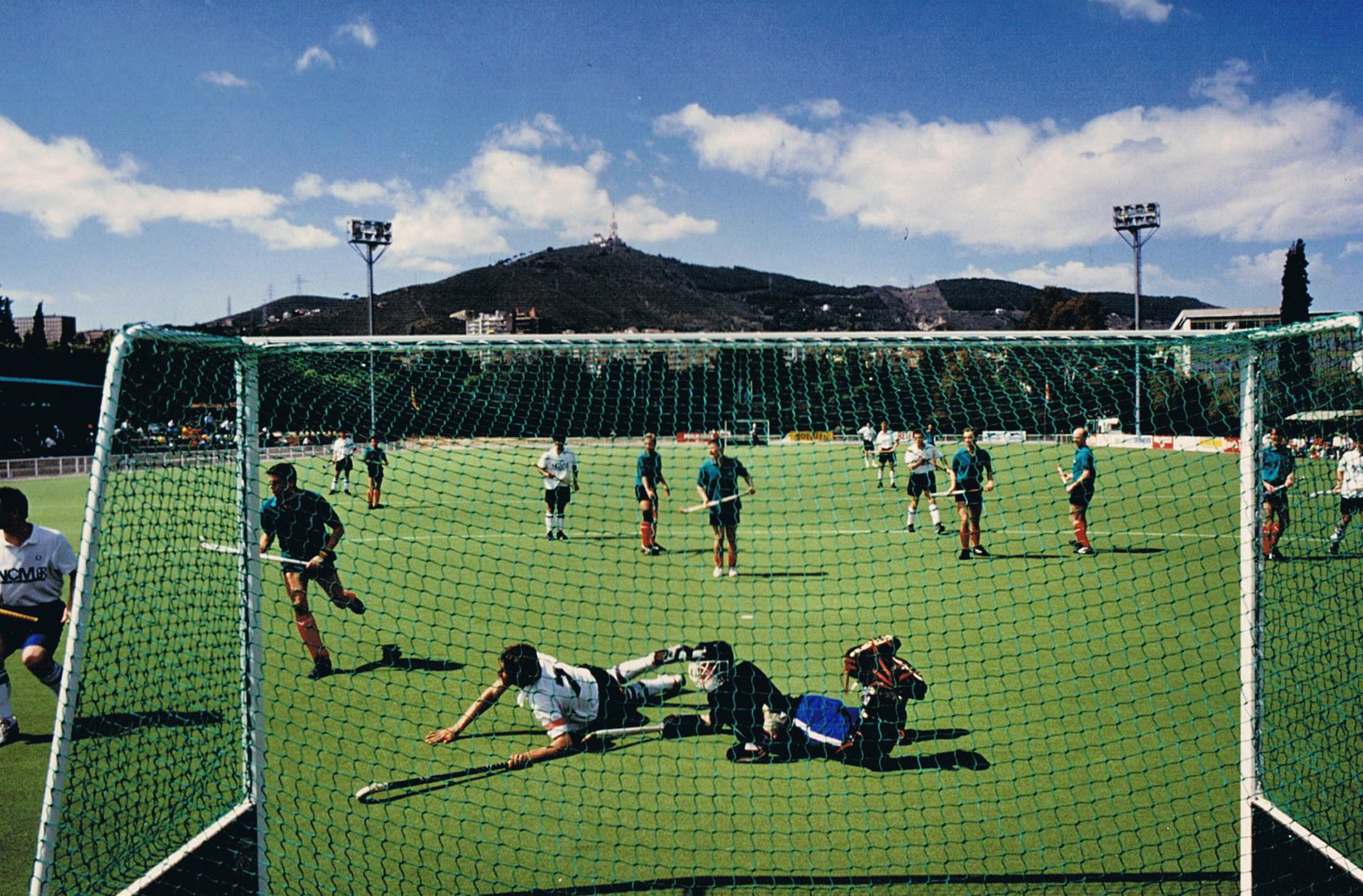
Vogelzang (nr.7) op Real Club de Polo de Barcelona

## Loopbaan
Vogelzang begon zijn hockeycarrière bij Apeldoorn, vervolgens bij Hattem en later bij Amsterdam, waar hij al op jonge leeftijd meedraaide met het heren 1 en ook aanvoerder werd.
In de loop van de jaren tachtig speelde Vogelzang vier keer voor de Nederlandse hockeyploeg, waarvoor hij één keer wist te scoren, in 1985 tegen Schotland.
Hierna werd Vogelzang, destijds wonend te Olst, bestuurslid en speler van de Deventer Hockey Vereniging en tijdens het laatste jaar van zijn loopbaan voorzitter van die vereniging.
In zijn laatste jaren als speler was Vogelzang lid van de Gooische Hockey Club, waar hij uitkwam voor VL1, en ook nog enkele jeugdteams trainde.
Op 4 januari 2011 overleed Vogelzang op 51-jarige leeftijd aan een hartstilstand. Hij is begraven op Begraafplaats Heidehof in Ugchelen.